# Зубко, Изабелла
Изабелла Зубко (пол. Izabela Zubko) — польская поэтесса.

## Деятельность
Выпускница Литературно-художественной школы факультета польской филологии Ягеллонского университета в Кракове. Член Союза польских писателей, Общества II Варшавского отделения польских литераторов, Варшавской литературно-музыкальной группы «Terra Poetica», а также является членом Варшавской ассоциации творцов культуры (WSTK).
Её стихотворения переведены на украинский, литовский, английский, французский и на язык телугу. Произведения Зубко опубликованы во многих антологиях, в том числе в международных, таких, как: поэтический сборник «Поэты нашего времени» (пол. Poeci naszych czasów) или «Антология славянских поэтов» (англ. Anthology of Slavic Poetry). Её фамилия вошла в «Биографический мини-словарь современных религиозных поэтов» (пол. Mini-słownik biograficzny polskich współczesnych poetów religijnych).
Песня «Романтика», написанная на одноимённое стихотворение поэтессы, стала визитной карточкой украинского дуэта «Neoclassic», за презентацию которой в 2007 году композитор Александр Ходаковский и вокалистка Наталия Мижигурская стали дипломантами областного фестиваля культуры. Дипломы артистам вручил посол Республики Польша в Украине. Этой песней дуэт «Neoclassic» представлял Украину на Всемирном Фестивале Поэзии им. Марии Конопницкой в городе Пшедбуж. Произведения поэтессы в аранжировке польского композитора Михаила Пастушака исполняют участники вокальных студий в Центре Культуры города Дэмблин, а также вокалистка Алина Малаховска.
В 2007-2017 годах была членом редколлегии литературного приложения «Myśl Literacka» в еженедельнике «Myśl Polska». С 2017 года она работает в «Метафоре Современности» (пол. Metafora Współczesności) — периодике международной литературной группы «Квадрат». Она активно сотрудничает с общественно-культурным журналом «Собственным Голосом» (пол. Własnym Głosem) Варшавской ассоциации творцов культуры.
Лауреатка различных конкурсов поэзии. Член жюри национальных и международных литературных конкурсов.

## Творчество

### Поэзия
- Gołębie (Голуби) (1993)
- Stratus (Слоистые облака) (1995)
- Niebieski domek (Голубой домик) (1996)
- Nocą budzi się sen (Ночью просыпается сон) (2004)
- Obraz w wierszu wiersz w obrazie (Картина в стихотворении — стихотворение в картине) (2006)
- Łącząc brzegi przepaści (Соединяя берега пропасти) (2010)
- Świat wygasłych lamp (Мир угасших ламп) (2017)
- Wierszariusz słowiański (2020)
- Gdy Anioł przychodzi (2022)
- Kontury myśli (2022)

### Религиозный триптих
- W imię Ojca... (Во имя Отца…) (2008)
- W imię Syna… (Во имя Сына…) (2015)
- W imię Ducha… (Во имя Духа…) (2018)

### Проза
- Mały pisarczyk z Małoszyc (Маленький писатель из Малошиц) (2017) / альбом артиста, Станислав Станик, Изабелла Зубко
- Dotykam słów (2023), recenzje, wstępy, posłowia. (Я прикасаюсь к словам (2023), рецензии, вступительные слова, послесловия.)

## Награды
- Серебряный значок Варшавской ассоциации творцов культуры (2010)
- Золотой значок Варшавской ассоциации творцов культуры (2015)
- Статуэтка им. Станислава Монюшко (2016, Литва)
- Нагрудный знак «За заслуги перед польской культурой» (2017)
- Бронзовый Крест Заслуги (2018)
- Памятная медаль «Pro Masovia» (2020)
- Международная литературная награда «Золотое перо Руси» (2021)
- Литературная премия им. Стефана Жеромского (2021)
- Бронзовая медаль «За заслуги в культуре Gloria Artis» (2022)
- Серебряный Крест Заслуги (2024)

## Примечание
1. ↑  
Joanna Oxywia Jankowska. Cygańskie życie poetów bemowskich (пол.) // Myśl Literacka. — 2015. — 10-17 май.
2. ↑  
Joanna Oxywia Jankowska. Burzliwe dzieje terraaryzmu (пол.) // InterMosty Nr 1 (2). — 2011. — 10-17 май. — S. 45-46.